# Intel Turbo Boost
Turbo Boost é uma tecnologia implementada pela Intel em certas versões de suas CPUs baseadas na microarquitetura Nehalem, como: Sandy Bridge, Ivy Bridge, Haswell e Broadwell, incluindo o Core i5 e o Core i7. O Turbo Boost permite  o aumento dinâmico da velocidade de clock da CPU, quando necessário. O Turbo Boost é ativado quando o sistema operacional requer o maior desempenho possível do processador. Tal desempenho é controlado via ACPI, o qual é suportado por todos os principais sistemas operacionais, sendo, portanto, desnecessário quaisquer software ou drivers adicionais para esta nova tecnologia. Muitos referem-se a esse conceito como “overclock dinâmico”.
Quando o processador não alcançou seus limites térmicos e elétricos e a carga de trabalho do usuário demanda desempenho extra, a freqüência do clock do processador aumentará dinamicamente em incrementos de 133 MHz (processadores baseados na microarquitetura Nehalem) ou 100 MHz (processadores baseados na microarquitetura Sandy Bridge,  Ivy Bridge e Haswell) em intervalos curtos e regulares até um limite térmico ou de energia ser atingido ou até a velocidade máxima para o número de núcleos ativos ser alcançada. De modo inverso, quando quaisquer dos limites são atingidos ou excedidos, a freqüência do processador automaticamente se reduzirá em decrementos de 133/100 MHz até que o processador esteja, novamente, operando dentro de limites seguros.

## História
A tecnologia Turbo Boost foi incorporada em processadores baseados na arquitetura Nehalem lançado em Novembro de 2008. Em um artigo publicado no mesmo mês, a Intel abordou o funcionamento da tecnologia.
A microarquitetura Sandy Bridge, lançada em 2011, incorpora a tecnologia turbo boost em sua segunda geração, contando com aperfeiçoamentos capazes de permitir uma detecção mais precisa da temperatura dos processadores, otimizando o controle sobre os incrementos e decrementos de frequência.

## Funcionamento
A tecnologia turbo boost é projetada para potencializar o desempenho de processamento, tanto multi-thread quanto single-thread. A disponibilidade de frequência “extra” obtida pela Tecnologia Intel Turbo Boost está diretamente atrelada sobre certos fatores, sendo eles:
- Tipo de carga de trabalho;
- Número de núcleos ativos;
- Consumo estimado de corrente;
- Consumo estimado de energia;
- Temperatura do processador.

Estas informações são avaliadas por complexos algoritmos que definem quando e de que forma deve ocorrer o acréscimo e, quando necessário, o decréscimo na taxa de frequência (Clock). Então, quando o processador estiver operando abaixo desses limites de carga de trabalho e o usuário exige um desempenho adicional, a frequência do processador aumentará dinamicamente até o limite superior da frequência é atingido. A tecnologia Intel Turbo Boost possuí vários algoritmos que operam em paralelo para a gestão de corrente, potência e temperatura para maximizar a frequência e eficiência energética.
Supondo que exista um trabalho que necessite maior desempenho de processamento, o modo Turbo Boost irá aumentar a frequência distribuindo de forma igual entre os núcleos que estão em atividade até atingir a velocidade máxima para o número de núcleos ativos, evitando assim que outros núcleos sejam ativados. Desta forma, o processador faz melhor proveito dos núcleos que estão em atividade, permitindo que os demais núcleos mantenham-se em estado de “dormência”.
Processadores Intel com arquiteturas antigas, que não possuem a tecnologia Turbo Boost, não possuem esta capacidade de trabalhar suas frequências dinamicamente. Assim, quando cargas maiores de processamento são exigidas, os demais núcleos necessitam ser ativados para executar tarefas que, com o modo Turbo Boost podem ser executadas com uso de menos núcleos trabalhando com elevadas taxas de frequências. 

## Exemplos
Um processador i7-870, possui frequência de funcionamento normal de 2.93 GHz. Os passos de incremento para o turbo boost são respectivamente 2/2/4/5. Cada número refere-se a quantidade de passos de incrementos de 133 MHz cada, possíveis para o turbo.
| Núcleos ativos | Incremeto ( passos) Turbo | Frequência máxima | Cálculo                              |
| -------------- | ------------------------- | ----------------- | ------------------------------------ |
| 4              | 2                         | 3.20 GHz          | 2933 + (2 x 133) = 2933 + 266 = 3199 |
| 3              | 2                         | 3.20 GHz          | 2933 + (2 x 133) = 2933 + 266 = 3199 |
| 2              | 4                         | 3.46GHz           | 2933 + (4 x 133) = 2933 + 532 = 3465 |
| 1              | 5                         | 3.60 GHz          | 2933 + (5 x 133) = 2933 + 665 = 3598 |

O processador Intel Core i7-975 (Extreme edition), possui frequência de funcionamento normal de 3.33 GHz. Os passos de incremento para o turbo boost são respectivamente 1/1/1/2. Cada número refere-se a quantidade de passos de incrementos de 133 MHz cada, possíveis para o turbo.
| Núcleos ativos | Incremeto ( passos) Turbo | Frequência máxima | Cálculo                              |
| -------------- | ------------------------- | ----------------- | ------------------------------------ |
| 4              | 1                         | 3.46 GHz          | 3333 + (1 x 133) = 3333 + 133 = 3466 |
| 3              | 1                         | 3.46 GHz          | 3333 + (1 x 133) = 3333 + 133 = 3466 |
| 2              | 1                         | 3.46GHz           | 3333 + (1 x 133) = 3333 + 133 = 3466 |
| 1              | 2                         | 3.60 GHz          | 3333 + (2 x 133) = 3333 + 266 = 3599 |

## Eficiência
Uma pesquisa realizada em 2009, com o processador Intel Core I7 965 (Extreme Edition) cuja arquitetura é Nehalem, constatou o percentual de aumento de execuções de tarefas com o uso da tecnologia Turbo Boost.
Nas experiências, o processador foi submetido a testes  de benchmarks, os quais tinham como objetivo  analisar o comportamento da tecnologia turbo boost nas seguintes categorias de aplicações:
| Identificador | Performance de memória | Tipo do Cálculo |
| ------------- | ---------------------- | --------------- |
| MF            | Memoria-Intensiva      | Ponto flutuante |
| MI            | Memoria-Intensiva      | Inteiro         |
| CF            | CPU-intensiva          | Ponto flutuante |
| CI            | CPU-intensiva          | Inteiro         |

O resultado dos testes constatou uma redução no tempo de execução de 6% em media, com o uso da tecnologia Intel Turbo Boost. Na tabela abaixo, é possível verificar o aumento referente a cada categoria:
| Classe de benchmark | Aumento de performance |
| ------------------- | ---------------------- |
| MF                  | 4.5%                   |
| MI                  | 4.3%                   |
| CF                  | 6.9%                   |
| CI                  | 6.5%                   |

Da mesma forma, as experiências constataram um aumento de 14% em media no consumo de energia quando a tecnologia está em operação. Na tabela abaixo, é possível verificar o aumento do consumo de energia referente a cada categoria de aplicação:
| Classe de benchmark | Custo |
| ------------------- | ----- |
| MF                  | 13.9% |
| MI                  | 13.7% |
| CF                  | 13.9% |
| CI                  | 14.6% |

## Turbo Boost 2.0
A primeira versão da tecnologia Turbo Boost (1.0), é inteligente na medida em que altera dinamicamente a frequência dos núcleos ativos com base na temperatura, corrente , consumo de energia e, estados do sistema operacional. Mas isso não vai exceder os limites de potência programadas, mesmo que esteja abaixo do limite térmico para gerar mais desempenho.
Na prática, um processador não aquece imediatamente, mesmo que sua carga de trabalho chegue repentinamente ao seu limite. É preciso considerar a variável “tempo” para que o processador chegue ao seu limite térmico máximo.

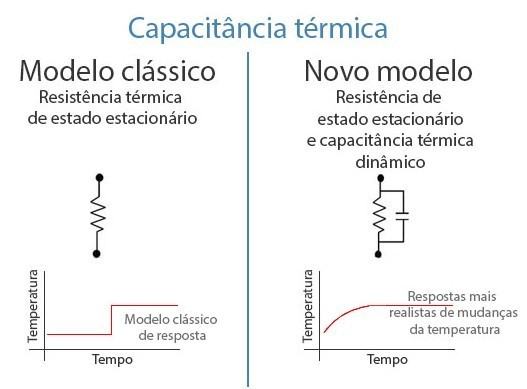
Representação da capacidade de resposta de temperatura em tempo real presente na arquitetura Sandy Bridge.

Diferentemente da forma como acontece na primeira geração da tecnologia Turbo Boost e, graças ao aperfeiçoamento presente em novas arquiteturas, a versão 2.0 realiza um rastreamento em tempo real da temperatura. Desta forma, o Turbo Boost 2.0 é capaz de aumentar o desempenho do processador além do seu limite superior de potência nominal por um curto período de tempo, sem cruzar o limite térmico, o que maximiza  a usabilidade do turbo.
O modo Turbo Boost 2.0 aumenta as velocidades de Clock de ambos os núcleos do processador e a unidade gráfica de forma independente. Os Núcleos do processador e recursos de processadores gráficos alteram automaticamente para acelerar o desempenho, adaptando a carga de trabalho para dar aos usuários um aumento de desempenho imediato para aplicações, sempre que necessário. Dependendo da carga, a velocidade real pode ser aumentada em até 40%.

## Turbo Boost Monitor
A Tecnologia Intel® Turbo Boost Monitor é um aplicativo para Windows 7 e Windows 8 (não suportado pelo Windows Vista) projetado para apresentar a atividade de frequência do processador. A Tecnologia Intel® Turbo Boost Monitor só pode ser executada se o processador possui compatibilidade com a tecnologia Turbo Boost. Entretanto, o aplicativo não interfere no desempenho do processador, ou seja, ele é apenas um apresentador dos indicadores,  podendo ser excluído sem causar perda de performance ou desabilitar a tecnologia presente no processador. 
A Tecnologia Turbo Boost Monitor não possui suporte a partir da  4ª geração de processadores, sendo descontinuado e removido do Centro de Downloads da Intel em 30 de junho de 2014.